# Burețelul Bob și Coroana Regelui Neptun
Burețelul Bob și Coroana Regelui Neptun (titlu original: The SpongeBob SquarePants Movie) este un film american de aventură animat în acțiune în direct din 2004, bazat pe serialul de televiziune animat Nickelodeon, SpongeBob SquarePants. Filmul a fost co-scris, regizat și produs de creatorul de serie Stephen Hillenburg, cu secvențe live-actuale regizate de Mark Osborne.